# Mihael Preiss
Mihael Preiss, ljubljanski župan v 17. stoletju.
Preiss je bil špitalski mojster, vodil pa je tudi gostilno na Bregu. Župan Ljubljane je bil v letih 1605, 1606 in 1621. 